# Goodison Park
O Goodison Park é um estádio de futebol localizado na cidade de Liverpool, na Inglaterra, que foi a casa do Everton FC de 1892 a 2025. Fica a 2 milhas (3 km) ao norte do centro da cidade e tem capacidade para 39.414 lugares sentados.
Construído e inaugurado em 1892, o Goodison Park é um dos mais antigos estádios da Inglaterra. Apelidado de Grand Old Lady (Grande Velha Senhora), foi o primeiro a ter dois lances de arquibancadas em todo o estádio, o primeiro a ter três lances de arquibancadas de um dos lados, o primeiro a ter um sistema de aquecimento do gramado e o primeiro estádio inglês a receber um monarca, o Rei George V.
O Goodison Park já recebeu mais jogos da primeira divisão do que qualquer outro estádio da Inglaterra. Também foi palco de uma final da Copa da Inglaterra e de vários jogos internacionais, incluindo uma semifinal da Copa do Mundo da FIFA de 1966.
A partir da temporada de 2025–26, o Everton passará a mandar seus jogos no novo Everton Stadium, substituindo o Goodison Park, que será utilizado pelo time de Futebol Feminino do Everton.

## Jogos da Copa do Mundo de 1966
- 12 de Julho: Grupo 3 Brasil 2 - 0 Bulgária
- 15 de Julho: Grupo 3 Hungria 3 - 1 Brasil
- 19 de Julho: Grupo 3 Portugal 3 - 1 Brasil
- 23 de Julho: Quartas-de-Final Portugal 5 - 3 Coréia do Norte
- 25 de Julho: Semifinal Alemanha Ocidental 2 - 1 União Soviética

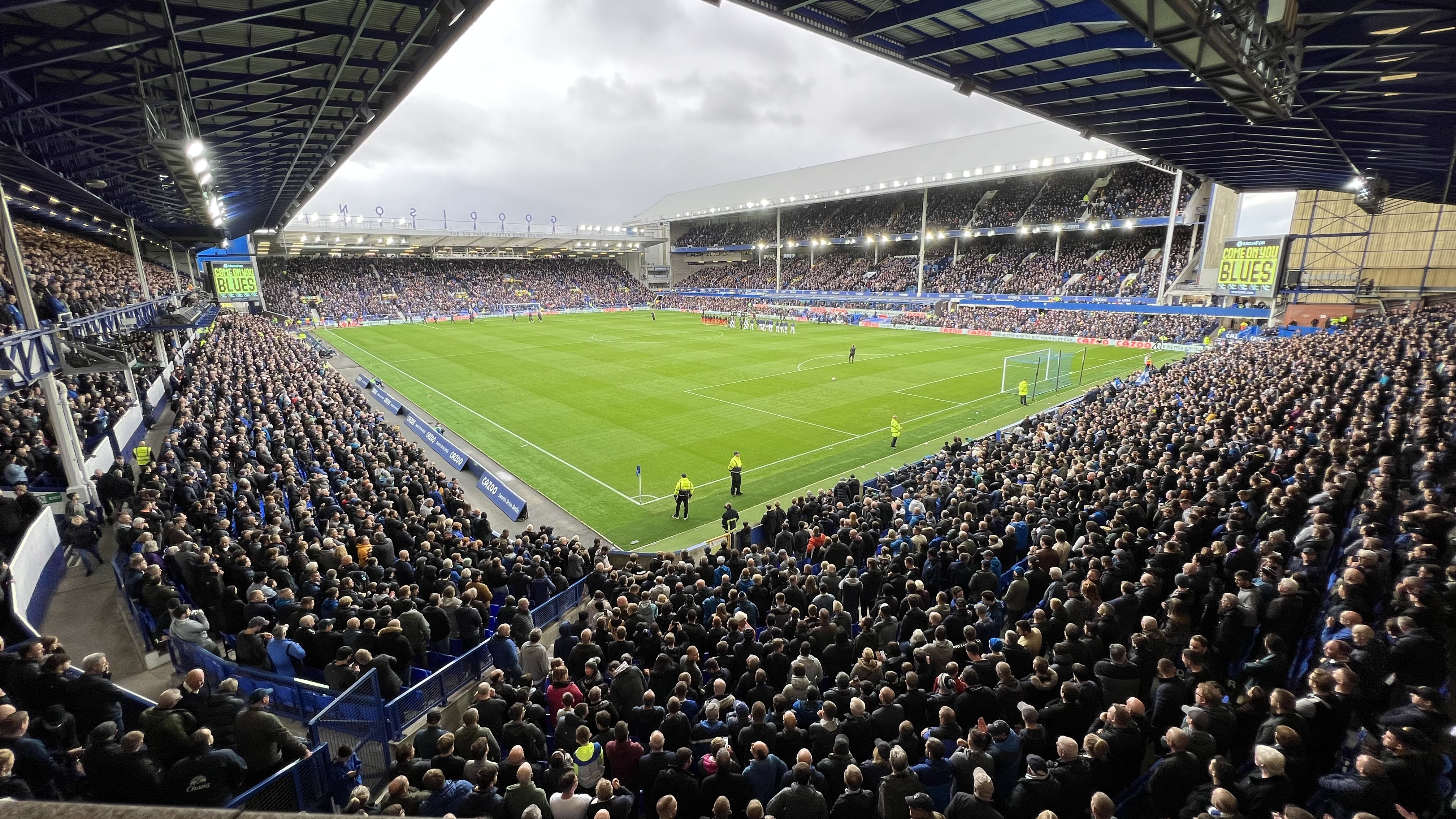
Goodison Park em dia de jogo